# Acaiatuca denudata
Acaiatuca denudata là một loài bọ cánh cứng trong họ Cerambycidae.